# Lilla Vickleby lund
Lilla Vickleby lund är ett naturreservat i Mörbylånga kommun i Kalmar län.
Området är naturskyddat sedan 1999 och är 17 hektar stort. Reservatet består av två lövskogslundar med ek och hassel. 